# جود جوراني
جود جوراني هي مصورة سينمائية سورية، وُلدت في سوريا عام 1980. تخرجت من (La Femis) مؤسسة فرنسية لدراسة السينما عام 2005.
عملت جود منذ ذلك الوقت في الوثائقيات، مثل: امرأة من دمشق (Dolls - A Woman from Damascus) من إخراج ديانا الجيرودي، وعُرض الفيلم لأول مرة في المهرجان الدولي للأفلام الوثائقية بامستردام (IDFA) وفي مهرجان رؤى الواقع (Visions du réel) بمدينة نيون في سويسرا وفيلم حجر أسود (Black Stone) من إخراج نضال دبس وأخيرًا خطوط سوداء(Black Line) من إخراج المُخرجة الدنماركية كاميلا ماجد (Camilla Magid). كان فيلم مشروع تخرجها قبل الاختفاء (Before Vanishing) حول انحدار نهر بردى. عملت جود أيضًا في مجال الأفلام الخيالية حيث عملت في أفلام قصيرة قبل أن تعمل في أفلام طويلة من إخراج نضال دبس وماهر كدو وجود سعيد. أاختيرت جود جوراني من قِبل مهرجان أيام سينما الواقع (DOX BOX) بسوريا.

## روابط خارجية
- جود جوراني على موقع IMDb (الإنجليزية)
- جود جوراني على موقع قاعدة بيانات الأفلام العربية
- جود جوراني على موقع أول موفي (الإنجليزية)
- جود جوراني على موقع كينوبويسك (الروسية)